# Praxis aterrima
Praxis aterrima là một loài bướm đêm trong họ Noctuidae.